# Alfredo Paglione
Alfredo Paglione (Tornareccio, 3 marzo 1936 – Giulianova, 30 novembre 2022) è stato un gallerista, mecenate e collezionista d'arte italiano.

## Biografia
Trasferitosi a Chieti da piccolo, si diplomò al Liceo Classico “G. B. Vico”. Quindi si iscrisse alla Facoltà di Geologia dell'Università di Roma. Nella capitale conobbe e frequentò i futuri coniugi Aligi Sassu e Helenita Olivares. Nel 1960 visse per un anno in Colombia, per studiare la popolazione precolombiana dei Chibcha e conobbe Teresita Olivares, violoncellista e sorella di Helenita, che sposò nel 1967. Nel 1961, su richiesta di Angelo Pizzoli e della moglie Dolores Olivan, gestì il teatro La Piccola Commenda, affidando la realizzazione di scenografie ad Aligi Sassu ed altri artisti come Lucio Fontana e Agenore Fabbri.
Con il supporto finanziario del cognato Sassu, nel dicembre 1963 aprì, a Milano in Piazza della Repubblica 32, la propria galleria d'arte Galleria 32, che sarà un punto di riferimento per la pittura con esposizioni di Attardi, Bailey, Banchieri, Bodini, Bonichi, Calabria, Carroll, Caruso, Cremonini, De Stefano, Falconi, Fontana, Francese, Frangi, Gropper, Grosz, Guccione, Guttuso, Levi, Luino, Manzù, Mariani, Mattioli, Mensa, Migneco, Miller, Mulas, Ortega, Ossola, Petrus, Picasso, Pignatelli, Plattner, Rauschenberg, Sassu, Sherman, Sughi, Vangi, Velasco, Vespignani, Zigaina. La galleria fu anche punto di incontro di letterati tra i quali Buzzati, Fabiani, Gatto, Montanelli, Moravia, Prisco, Quasimodo, Sciascia, Ungaretti, Zeri.
Organizzò mostre in Italia e all'estero. Realizzò esposizioni delle opere di Aligi Sassu nei musei di tutto il mondo.
Contribuì alla nascita della collezione, voluta da Paolo VI, di arte religiosa moderna dei Musei Vaticani. 
Negli ultimi anni Paglione iniziò a donare dipinti, sculture, ceramiche della sua collezione privata a diversi Musei della propria regione d'origine (Chieti, Tornareccio, Giulianova, Pescara, Atri, Vasto, Castelli, Teramo, Francavilla al Mare, Atessa) per un totale di circa 1500 opere tra cui De Chirico, Sassu, Lopez Garcia, Picasso, Carroll, Ortega.  Fu insignito dall'Università degli Studi "Gabriele d'Annunzio" dell'Ordine della Minerva.
Una collezione di dipinti da lui concessa in comodato d'uso al Comune di Lanciano, è allestita nei locali del Polo museale "Santo Spirito" di Lanciano, inaugurata nel 2011.